# Tonota
Tonota è un villaggio del Botswana situato nel distretto Centrale, sottodistretto di Tutume. Il villaggio, secondo il censimento del 2011, conta 21.031 abitanti.

## Località
Nel territorio del villaggio sono presenti le seguenti 69 località:
- Bojakgosi,
- Bonwantsa di 49 abitanti,
- Chamane di 41 abitanti,
- Dichabe di 8 abitanti,
- Diolo Matshena di 27 abitanti,
- Foley di 534 abitanti,
- Foley Siding di 22 abitanti,
- Foley Vet Camp di 2 abitanti,
- Gaswe/Gonga di 9 abitanti,
- Gobame di 1 abitante,
- Gonga di 27 abitanti,
- Gulushabe di 268 abitanti,
- Kaisara di 9 abitanti,
- Kgari di 29 abitanti,
- Legotho di 75 abitanti,
- Mabole di 156 abitanti,
- Madiba Vet Camp di 1 abitante,
- Madibeng di 11 abitanti,
- Magojwa Vet Camp di 4 abitanti,
- Maipafela di 5 abitanti,
- Maipafela di 26 abitanti,
- Maisale di 48 abitanti,
- Maisale di 27 abitanti,
- Majwana a Tsie di 7 abitanti,
- Majwana-aga-Kemiso di 15 abitanti,
- Makhubu di 126 abitanti,
- Makomoto di 174 abitanti,
- Makwape di 5 abitanti,
- Malote di 55 abitanti,
- Mampale di 13 abitanti,
- Maphanephane di 3 abitanti,
- Maphanephnae di 4 abitanti,
- Marape di 5 abitanti,
- Marulamabedi di 106 abitanti,
- Masalesa di 23 abitanti,
- Masiloanoke di 81 abitanti,
- Matebele di 31 abitanti,
- Mmabobowe di 22 abitanti,
- Mmusi,
- Mohawana di 12 abitanti,
- Monnyenana di 8 abitanti,
- Mookane di 9 abitanti,
- Morotole di 61 abitanti,
- Moshamba di 51 abitanti,
- Motloutse Vet Camp di 6 abitanti,
- Mpapaleke di 1 abitante,
- Mphambo di 7 abitanti,
- Mphambo Vet Camp di 2 abitanti,
- Namola Vet Camp di 3 abitanti,
- Ngwidi Vet Camp di 2 abitanti,
- Ntsorogwane di 24 abitanti,
- Patikwane di 17 abitanti,
- Ramogakamme di 84 abitanti,
- Sasao di 12 abitanti,
- Sasao Vet Camp di 22 abitanti,
- Sese Road Camp di 2 abitanti,
- Seswe di 153 abitanti,
- Seswe Vet Camp di 2 abitanti,
- Seswe/Masoko di 58 abitanti,
- Thakadiawa di 63 abitanti,
- Thakadiawa Vet Camp di 2 abitanti,
- Thubale di 12 abitanti,
- Tlapa-la-Dipoo di 91 abitanti,
- Tonota Molapo di 88 abitanti,
- Tshethae Vet Camp di 2 abitanti,
- Tshipeng di 17 abitanti,
- Tsitsirwane di 6 abitanti,
- Tsitsirwane di 2 abitanti,
- Tweetwee di 108 abitanti